# Limenitis hollandii
Limenitis hollandii är en fjärilsart som beskrevs av William Doherty 1891. Limenitis hollandii ingår i släktet Limenitis och familjen praktfjärilar. Inga underarter finns listade i Catalogue of Life.